# BartPE
BartPE(Bart's Preinstalled Environment, 바트의 사전 설치 환경)는 32비트 버전의 윈도우 XP, 윈도우 서버 2003의 가벼운 변종 버전으로, 라이브 CD나 라이브 USB 드라이브로부터 실행할 수 있다는 점에서 윈도우 사전 설치 환경과 비슷하다.

## PE 빌더
PE 빌더(PE Builder)는 BartPE 시스템 이미지를 만드는 데 사용하는 소프트웨어이다.

## 같이 보기
- 윈도우 사전 설치 환경